# Phrissocystis multispina
Phrissocystis multispina is een zee-egel uit de familie Macropneustidae.
De wetenschappelijke naam van de soort werd in 1907 gepubliceerd door Alexander Agassiz & Hubert Lyman Clark.